# De Lalande (cràter)
De Lalande és un cràter d'impacte en el planeta Venus de 21,3 km de diàmetre. Porta el nom de Marie-Jeanne de Lalande (1768-1832), astrònoma francesa, i el seu nom va ser aprovat per la Unió Astronòmica Internacional el 1991.
El cràter té una vora externa però no té cap pic central, i està molt a prop del volcà Gula Mons.